# Pauline Chase
Pour les articles homonymes, voir Chase.
Pauline Chase (née Ellen Pauline Matthew Bliss le 20 mai 1885 et morte le 15 mars 1962) est une actrice américaine active aux États-Unis et au Royaume-Uni. Elle est principalement connue pour sa longue carrière dans le rôle-titre des productions britanniques de Peter et Wendy.

## Biographie
Ellen Pauline Matthew Bliss est née à Washington, DC le 20 mai 1885. Elle fait ses études au couvent des Sœurs de la Sainte Croix à New York,.
Elle commence à jouer à l'âge de 15 ans, lorsqu'elle interprète le rôle d'un des enfants perdus lors des débuts de Peter Pan à Londres en 1904. Elle est ensuite choisie par le producteur Charles Frohman et le dramaturge J.M. Barrie pour le rôle titre, qu'elle incarne entre 1906 et 1913,.
Elle prend sa retraite après la représentation de Noël Peter Pan en 1913, pour épouser le banquier et capitaine Alexander Victor Drummond, avec lequel elle aura trois enfants.
Elle ne rejouera qu'une seule fois, en 1916, lors de sa seule réapparition à l'écran, dans The Real Thing at Last, un film satirique scénarisé par Barrie et présenté au bénéfice de la YMCA, en présence de membres de la famille royale britannique.
Elle aurait eu une liaison avec l'explorateur Robert Falcon Scott avant son mariage.
Elle meurt à Royal Tunbridge Wells en Angleterre en 1962.